# あつい胸さわぎ
『あつい胸さわぎ』（あついむなさわぎ）は、横山拓也（iaku）による戯曲。舞台は2019年に初演、2022年に再演された。「若年性乳がん」と「恋愛」をテーマに、揺れ動く母娘の切実な想いを繊細さとユーモアを持って描きだす。
2023年、まつむらしんご監督により映画化。映画化にあたり監督のまつむらは「すごいドラマ性があるのに、とってもユーモラス。病気という題材をお客さんを感動させるための道具にしていないのが、僕が観たときにも感じた印象だったので、そこは崩したくなかったし、泣かせに走ることも絶対にしないように心がけた」と話している。2023年1月27日公開。

## 舞台
横山拓也による演劇ユニットiakuによって2019年と2022年に上演されている。
2019年
2019年9月13日から23日までこまばアゴラ劇場、9月26日から29日までin→dependent theatre 1stで上演。
「CoRich舞台芸術アワード！2019」で第4位、第27回OMS戯曲賞の最終選考9作に選ばれる。
武藤昭子を演じた枝元萌は本作での演技が評価を得て、読売演劇大賞優秀女優賞を受賞した。
2022年
2022年8月4日から14日まで下北沢ザ・スズナリ、8月18日から22日までin→dependent theatre 2ndで上演。
枝元萌は本作を含む複数の作品での演技が評価され、第57回紀伊国屋演劇賞個人賞、第73回芸術選奨文部科学大臣新人賞を受賞した。

### キャスト（舞台）
特記がない限り初演（2019年）、再演（2022年）共通
- 武藤千夏 - 初演：辻凪子[11][12] / 再演：平山咲彩[13]
- 武藤昭子 - 枝元萌[13]
- 花内透子 - 橋爪未萠里（劇団赤鬼）[13]
- 川柳光輝 - 田中亨[13]
- 木村基晴 - 瓜生和成[13]

### スタッフ（舞台）
出典：
- 作・演出 - 横山拓也
- 舞台美術 - 柴田隆弘
- 照明 - 葛西健一
- 音響 - 星野大輔
- 音楽 - 山根美和子
- 衣裳 - 中西瑞美
- 演出助手 - 朝倉エリ
- 舞台監督 - 青野守浩
- 宣伝美術 - 下元浩人
- 宣伝写真 - 井手勇貴
- 宣伝ヘアメイク - 田沢麻利子
- 映像収録 - 堀川高志
- 制作 - 德永のぞみ
- 票券 - 高村楓
- ラインプロデューサー - 笠原希
- 宣伝 - 吉田プロモーション

## 映画
2023年に映画化され、監督はまつむらしんご、主演は吉田美月喜と常盤貴子。ロケ地のメインには和歌山市雑賀崎が選ばれ撮影されている。
第35回東京国際映画祭「Nippon Cinema Now」部門に正式出品された。
監督は舞台版からの変化として「演劇では家族というコミュニティと昔から家族と仲良くしている人間というミニマムで、歴史を積み重ねた人間関係の中で展開する。映画ではもう少し外部の人間を増やして関係を少しかき乱し、この物語がミニマムな話、一つの家族だけの話ではなく、もっと世界共通の問題だという視点を入れたいと考えた」と話している。
川柳光輝役の奥平大兼は本作を含む4作品での演技が評価され、TAMA映画賞で最優秀新進男優賞に選ばれた。

### キャスト（映画）

#### 主要人物
武藤千夏
演 - 吉田美月喜
小説家を目指し芸大に通う大学生。
武藤昭子
演 - 常盤貴子
千夏の母。
川柳光輝
演 - 奥平大兼
千夏の初恋の相手。
木村基晴
演 - 三浦誠己
昭子の職場に赴任してくる。
水森崇
演 - 佐藤緋美
千夏の幼なじみのター坊。
水森麻美
演 - 石原理衣
ター坊の母親。
花内透子
演 -  前田敦子
昭子の同僚。

#### スタッフ（映画）
- 監督 - まつむらしんご[21]
- 脚本 - 髙橋泉[21]
- 撮影 - 上原晴也[21]
- 照明 - 熊野信人[22]
- 録音 - 岩崎敢志[22]
- サウンドデザイン - 紫藤佑弥[23]
- 美術 - 吉永久美子[22]
- 編集 - 今井大介[21]
- 衣装 - 宮本茉莉、江頭三絵[23]
- ヘアメイク - Risa Chino[23]
- 音楽 - 小野川浩幸[21]
- 主題歌 - Hana Hope「それでも明日は」[24]
- スチール - 柴崎まどか[23]
- 助監督 - 内田知樹[23]
- 制作担当 - 半田雅也[22]
- アソシエイトプロデューサー - 前田和紀[23]
- ラインプロデューサー - 田中佐知彦[23]
- 宣伝プロデューサー - 谷内田彰久[23]
- プロデューサー - 石原理衣[22]、まつむらしんご[22]、伊藤修嗣[25]、福田済[25]、恵水流生[22]
- 制作 - オテウデザール[25]
- 配給 - イオンエンターテイメント、SDP[22]